# Antiamerikanisme

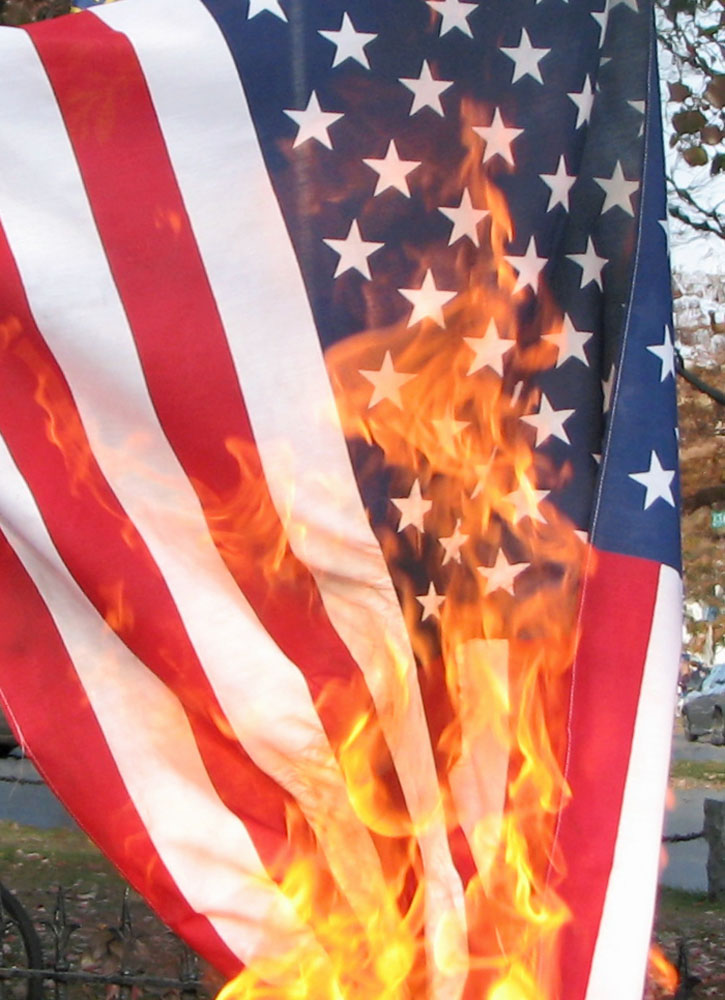
Het verbranden van de vlag van de Verenigde Staten is een van de meest voorkomende en herkenbare uitingen van antiamerikanisme

Het begrip antiamerikanisme wordt - met name door (pro-)Amerikanen zelf - gebruikt voor het hebben van een negatieve houding ten aanzien van de Verenigde Staten van Amerika en hun politiek, tot zelfs een afkeer van alles wat uit dat land komt.
Regio's waarin antiamerikanisme het duidelijkst aanwezig is zijn Europa, Noord-Afrika, het Midden-Oosten en Latijns-Amerika. In Europa wordt antiamerikanisme met name in linkse of socialistische, pacifistische en nationalistische kringen opgemerkt. Verschillende regeringen hebben hun eigen minder kritische of juist zeer kritische benadering van de Verenigde Staten gekend. 

## Argumenten voor antiamerikanisme
Er zijn verschillende argumenten aan te dragen waarom mensen anti-Amerikaanse gevoelens hebben. De positie van de Verenigde Staten als grootste wereldmacht aan het einde van de 20e en begin van de 21e eeuw is een belangrijke factor. Hoge bomen vangen veel wind en de VS staan veel in de aandacht. Ook de vermeende arrogantie van "de Amerikaan" kan voor mensen een reden zijn.
In landen met autoritaire regimes en dictaturen wordt antiamerikanisme vaak van overheidswege aangewakkerd als tegenreactie op de invloed van de Verenigde Staten.
De Verenigde Staten zijn uitgegroeid tot het symbool van technologische superioriteit, een moderne levenswijze en het "Westen" in het algemeen. Vanuit conservatieve kringen is dit een reden voor antiamerikanisme, hoewel veel conservatieven zich juist verbonden voelen met de Verenigde Staten en hun politiek. De behoudzuchtige versie van conservatisme was onder meer de reden voor Said Qutb, een belangrijke ideoloog van de Egyptische Moslimbroederschap, om zich anti-Amerikaan te noemen.

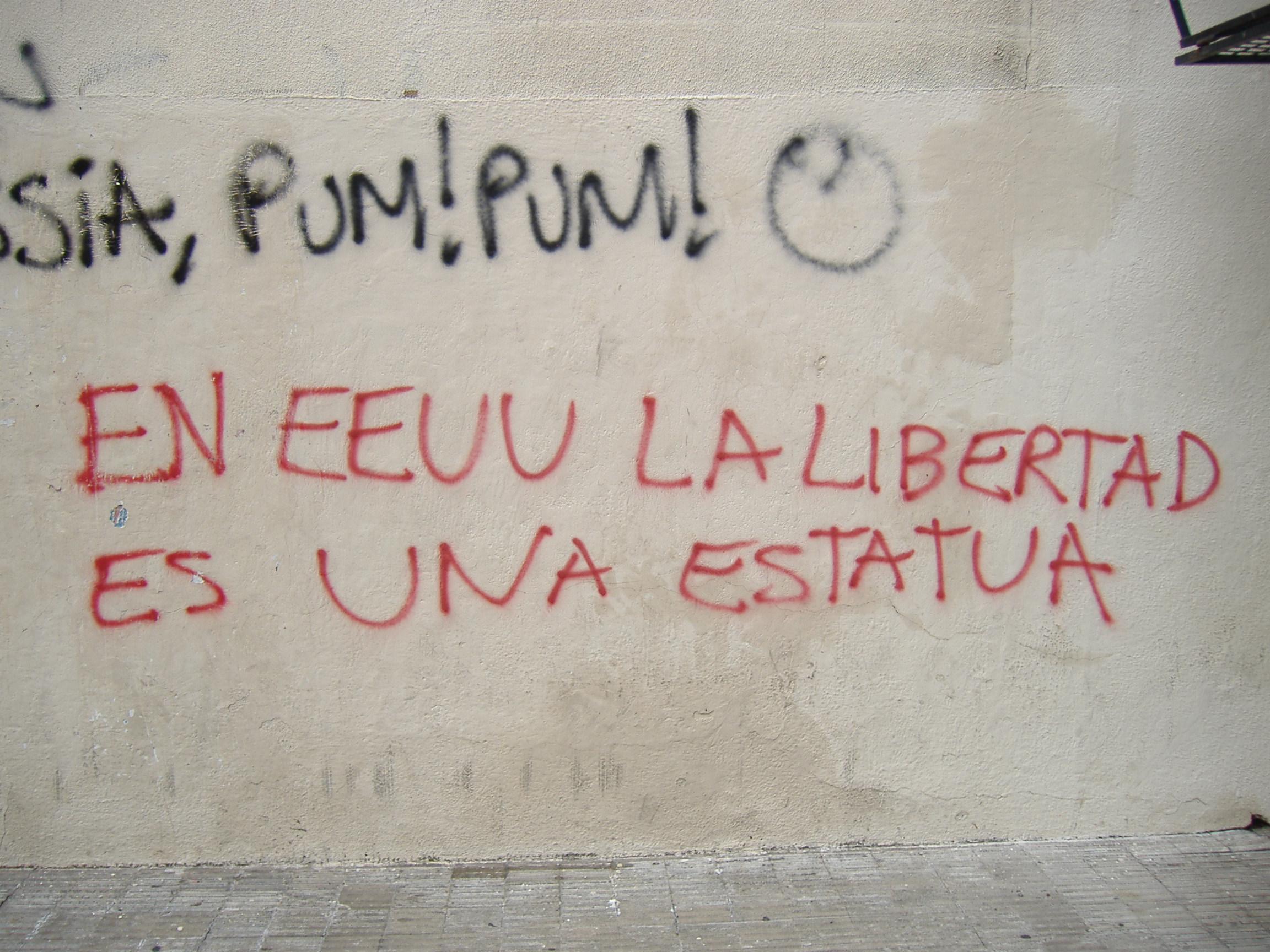
Graffiti in Argentinië: "In de VS is vrijheid een standbeeld."

## Geschiedenis
Ook eerder in de geschiedenis vindt men sporen van antiamerikanisme; al voor de onafhankelijkheid van de Verenigde Staten waren sommige Europeanen van mening dat de inwoners van de Amerikaanse koloniën "gedegenereerd" waren geraakt, onder andere wegens het klimaat en de "kwalijke" invloeden van de Indianen. Zo schreef de Franse encyclopedist Abbé Raynal dat "Amerika [...] nog nooit een goede dichter, een kundige wiskundige of een genie in welke kunst of wetenschap dan ook [heeft] voortgebracht".
Het proces en de terdoodveroordeling (1921-1927) van de Italiaanse anarchisten Nicola Sacco en Bartolomeo Vanzetti in de Verenigde Staten leidden in de jaren twintig van de 20e eeuw tot anti-Amerikaanse protesten in Italië. In de latere 20e eeuw is de handelwijze van de Verenigde Staten in de Koude Oorlog een bron van antiamerikanisme geworden. Een bekend voorbeeld is de tijd van de Vietnamoorlog en de Amerikaanse steun aan extreemrechtse dictaturen in Latijns-Amerika in de jaren zeventig en tachtig.

## Kritiek op de term
Volgens veel critici is de term antiamerikanisme een middel om gerechtvaardigde kritiek op de Verenigde Staten in diskrediet te brengen, zoals in fascistisch Italië "anti-italisme" werd gebruikt om kritiek op het regime mee weg te wuiven. Ze wijzen erop dat de term wordt toegepast op volkomen uiteenlopende groepen, van anarchisten tot fascisten en fundamentalistische moslims, en dat die groepen gezamenlijk worden beticht van antiamerikanisme, terwijl ze in werkelijkheid niets met elkaar te maken hebben. Volgens Noam Chomsky, zelf Amerikaan en uitgesproken criticus van het Amerikaanse buitenlands beleid, is er "geen enkel land dat ik ken behalve de Sovjet-Unie waar je een concept als "antiamerikanisme" zou kunnen hebben. Bijna elk land zou lachen als je daarover zou spreken".